# 卡武申

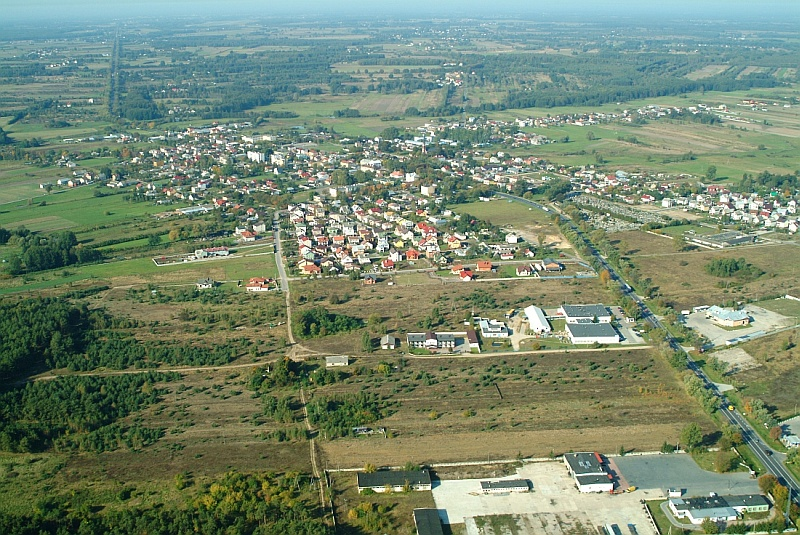

卡武申是波蘭的城鎮，位於該國東部，距離首都華沙50公里，由馬佐夫舍省負責管轄，面積12.29平方公里，2006年人口2,905。在第三次瓜分波蘭中，該鎮在1795年被納入普魯士管治範圍。

## 外部連結
- Jewish Community in Kałuszyn（页面存档备份，存于） on Virtual Shtetl